# Abbazia di Burtscheid
L'abbazia di Burtscheid (Abtei Burtscheid) fu una casa religiosa dell'Ordine di San Benedetto e, dopo il 1220, un monastero femminile cistercense, collocata a Burtscheid, presso Aquisgrana, Renania Settentrionale-Vestfalia, in Germania.

## Storia e descrizione
La costruzione dell'abbazia, 997-998, fu dovuta a monaci Greco-Calabri che già attraverso la raccolta e la rilettura dei Codici conservarono l'ascetismo e il sapere della conoscenza dovuta alla tradizione del Vivarium calabro e ai rapporti con San Nilo. Questi divennero l'elemento unificante e culturale dei territori divisi tra normanni, longobardi, arabi e bizantini. A tale fascino non sfuggirono gli imperatori, tanto che imperatrice Theophánia, moglie di Ottone II, li portò, guidati dall'Abate San Gregorio della diocesi di Cassano in Calabria, con sé in Germania. Il monastero fu intitolato ai Santi Nicola e Apollinare e divenne il centro della cultura ellenistica in Europa nel X sec.
Il primo abate, Gregorio, è talvolta indicato come fratello di Teofane, madre dell'imperatore Bizantino. Egli venne sepolto presso l'altare dopo la propria morte nel 999, e la sua data di decesso, il 4 novembre, venne mantenuta come festa dell'abbazia.
Nel 1018 l'imperatore Enrico II infeudò i territori circostanti e l'abbazia stessa. Da allora il monastero ebbe status di abbazia, con la dedicazione cambiata dai santi Nicola e Apollinare ai santi Giovanni Battista e Nicola.
Nel 1220/1221, sotto l'imperatore Federico II ed il suo cancelliere, l'arcivescovo Engelberto di Colonia, i benedettini vennero cacciati e rimpiazzati con le monache cistercensi che precedentemente si trovavano a Salvatorberg ad Aquisgrana, e i cui possedimenti vennero trasferiti tra i domini dell'abbazia. Allo stesso tempo l'abbazia venne dichiarata abbazia imperiale (Reichsfrei).
La chiesa abbaziale venne ricostruita a metà del XIV secolo, e nuovamente tra il 1735 ed il 1754 ad opera dell'architetto Johann Joseph Couven.
Nel 1779, malgrado il rifiuto di permesso dal concilio di Aquisgrana, che all'epoca era responsabile del governo locale di Burtscheid, la badessa fece costruire un casino da caccia ed una strada che vi conduceva, che ancora oggi ha nome di Krugenofen Kasinostrasse.
Burtscheid venne occupata dalle truppe francesi nel dicembre del 1792, e dal settembre 1794 sino al 1804, quando la chiesa venne utilizzata come manifattura per armi da fuoco. Nell'agosto del 1802 il monastero venne secolarizzato e dissolto.
Le strutture originarie dell'abbazia sono oggi utilizzate come strutture residenziali ed amministrative, con addirittura una scuola.